# 雅尼亚瓦尔季站
雅尼亚瓦尔季站是里加-陶格夫匹尔斯铁路线上的一个火车站，在很久以前它是属于里加-埃尔格利铁路的一个车站，而如今这条铁路线已经弃用。

## 历史
雅尼亚瓦尔季站于1935年，作为里加-埃尔格利铁路的车站而启用；而于1957年开通的里加-陶格夫匹尔斯铁路客运列车是该车站目前唯一的用途。车站的附近有一座人行天桥，但因为缺乏维护，最终于2003年关闭。尽管里加-埃尔格利铁路仍然存在，但是自2007年起，就再也没有客运列车在这条铁路线通行。